# Johann Baptist Nesensohn
Johann Baptist Nesensohn (* 9. September 1748 in Hofen (heute Stadt Friedrichshafen); † 11. April 1807 in Lippertsreute (heute Stadt Überlingen)) war ein deutscher Priester der römisch-katholischen Kirche.

## Leben und Wirken
Johann Baptist Nesensohn war nach einer Tätigkeit als Hofkaplan in der Deutschordens-Landkomturei Altshausen seit dem 17. März 1778 Pfarrverweser in Lippertsreute, einer Patronatspfarrei der Deutschordenskommende Mainau. In seine Amtszeit fallen umfangreiche Renovierungsmaßnahmen am heute noch bestehenden Pfarrhaus und an der Pfarrkirche Unserer Lieben Frau, die in den Jahren 1881 und 1882 durch einen Neubau im neugotischen Stil ersetzt wurde. Im Lippertsreuter Pfarrarchiv ruht sein Tagebuch für die Jahre 1792 bis 1806, in das er den Linzgau berührende Ereignisse der Koalitionskriege notierte sowie Bemerkungen zum allgemeinen politischen Geschehen, lokale Ereignisse in Lippertsreute und Umgebung, die Kornpreise des nahegelegenen großen Getreidemarktes in Überlingen und Wetterbeobachtungen. Nesensohns Aufzeichnungen sind zum größeren Teil ediert. Sie sind eine wertvolle Quelle zur Lokalgeschichte von Lippertsreute und dem unteren Linzgau für eine Zeit, in der in Lippertsreute mehrfach französische Truppenteile einquartiert wurden und der Ort die Herrschaft wechselte, von der Deutschordenskommende Mainau und der Deutschordenslandkomturei Altshausen zum Großherzogtum Baden.

## Schriften
- Benvenut Stengele: Die Einquartierungen im Linzgau während der Kriegszeiten von 1792–1800. In: Schriften des Vereins für Geschichte des Bodensees und seiner Umgebung. Band 21, 1892, S. 199–207 (Auszug). Digitalisat
- Harald Derschka: Die Lippertsreuter Chronik Johann Baptist Nesensohns für die Jahre 1800 bis 1806. In: Schriften des Vereins für Geschichte des Bodensees und seiner Umgebung. Band 116, 1998, S. 65–100. Digitalisat